# Estanislao Basora
Estanislao Basora i Brunet (Colonia Valls, Barcelona, 18 de noviembre de 1926 - Las Palmas de Gran Canaria, 16 de marzo de 2012) fue un futbolista español de los años 50, está considerado uno de los mejores futbolistas españoles de la historia.
Desarrolló la mayor parte de su carrera deportiva en el F. C. Barcelona, entre 1946 y 1958, formando parte de la famosa delantera del "Barça de las cinco Copas", como extremo derecho, junto a César, Kubala, Moreno y Manchón, quinteto futbolístico mítico inmortalizado por el cantautor Joan Manuel Serrat en el estribillo de su canción "Temps era temps".
Basora destacó como extremo derecho por su gran rapidez, su capacidad de regate y sus precisos centros. Disputó 22 partidos con la selección española, entre 1949 y 1957. Fue titular de la selección en la Copa del Mundo de Brasil de 1950, que significó el punto culminante de su carrera. Fue con cuatro goles el tercer máximo goleador del Mundial, al igual que su compañero Telmo Zarra y el uruguayo Alcides Ghiggia, y la prensa internacional lo definió como el mejor extremo derecho del mundo junto al propio Ghiggia, héroe absoluto del mundial. El gobierno español le concedió ese mismo 1950 el Premio Barón de Güell al mejor deportista español del año.
Pocos meses después, en el Torneo Internacional de Colombes, y en el partido España-Francia, Basora hizo un extraordinario partido y marcó tres goles en menos de quince minutos.
La prensa francesa lo apodó "el monstruo de Colombes" y lo confirmó como el mejor extremo derecho del mundo.
En 1974, con motivo del 75 aniversario de la fundación del Fútbol Club Barcelona, Basora fue incluido en el once ideal de la historia del club, en la posición de extremo derecho.

## Clubes
- Colònia Valls
- CE Súria: 1941-1943.
- CE Manresa 1943-1946.
- F. C. Barcelona: 1946-1958.
- UE Lleida: 1955-56.[5]

## Palmarés
Campeonatos nacionales: (11)
| Título                     | Club            | País   | Año     |
| -------------------------- | --------------- | ------ | ------- |
| Primera División de España | F. C. Barcelona | España | 1947-48 |
| Copa Eva Duarte            | F. C. Barcelona | España | 1947-48 |
| Primera División de España | F. C. Barcelona | España | 1948-49 |
| Copa del Generalísimo      | F. C. Barcelona | España | 1951    |
| Primera División de España | F. C. Barcelona | España | 1951-52 |
| Copa del Generalísimo      | F. C. Barcelona | España | 1952    |
| Copa Eva Duarte            | F. C. Barcelona | España | 1951-52 |
| Primera División de España | F. C. Barcelona | España | 1952-53 |
| Copa del Generalísimo      | F. C. Barcelona | España | 1952-53 |
| Copa Eva Duarte            | F. C. Barcelona | España | 1952-53 |
| Copa del Generalísimo      | F. C. Barcelona | España | 1957    |

Campeonatos internacionales: (3)
| Título         | Club            | Sede      | Año     |
| -------------- | --------------- | --------- | ------- |
| Copa Latina    | F. C. Barcelona | Madrid    | 1949    |
| Copa Latina    | F. C. Barcelona | París     | 1952    |
| Copa de Ferias | F. C. Barcelona | Barcelona | 1955-58 |

### Distinciones individuales
| Distinción            | Año  |
| --------------------- | ---- |
| Trofeo Monchín Triana | 1954 |